# اونایدا (پنسیلوانیا)
اونایدا (به انگلیسی: Oneida) یک منطقهٔ مسکونی در ایالات متحده آمریکا است که در شهرستان سچویلکیلل، پنسیلوانیا واقع شده‌است. اونایدا ۰٫۵ کیلومتر مربع مساحت و ۲۱۹ نفر جمعیت دارد.